# Heyshott
Heyshott – wieś w Anglii, w hrabstwie West Sussex, w dystrykcie Chichester. Leży 14 km na północ od miasta Chichester i 74 km na południowy zachód od Londynu. W 2001 miejscowość liczyła 309 mieszkańców.